# Radwan asz-Szabbi
Radwan asz-Szabbi, Radhouane Chebbi (ar. رضوان الشابي; ur. 8 sierpnia 1985) – tunezyjski zapaśnik walczący przeważnie w stylu klasycznym. Dwukrotny olimpijczyk. Piętnasty w Londynie 2012 w wadze 120 kg, a dziewiętnasty w Rio de Janeiro 2016 w kategorii 125 kg, w stylu wolnym.

## Kariera
Dwa razy brał udział w mistrzostwach świata, jego najlepszy wynik to ósme miejsce w 2013. Srebrny medalista igrzysk afrykańskich w 2023 i brązowy w 2015. Zdobył srebrny medal na igrzyskach śródziemnomorskich w 2013.
Óśmiokrotnie stawał na podium mistrzostw Afryki, w tym cztery razy na najwyższym stopniu: w 2011, 2013, 2014 i 2018. Brązowy medalista igrzysk panarabskich w 2011. Złoty i srebrny medalista mistrzostw arabskich w 2014 i brązowy w 2010. Trzeci na mistrzostwach śródziemnomorskich w 2012 roku.
- Turniej w Londynie 2012

W pierwszej rundzie miał wolny los a w drugiej przegrał z Łukaszem Banakiem.